# Parafia św. Andrzeja Apostoła w Ujeździe
Parafia Świętego Andrzeja Apostoła w Ujeździe jest rzymskokatolicką parafią dekanatu Ujazd diecezji opolskiej. Parafia została utworzona około 1285 roku. Kościół został zbudowany w 1613. Mieści się przy ulicy Strzeleckiej.